# Dolichosoma lineare
Dolichosoma lineare  ist ein Käfer aus der Familie der Wollhaarkäfer. Der Gattungsname Dolichosoma bedeutet „mit langem Körper“ (griechisch δολιχός dolichos ‚lang‘; σώμα soma ‚Körper‘), der Artname lineare (lateinisch) bedeutet „geradlinig“.

## Merkmale des Käfers
Die für Käfer sehr ungewöhnliche Körperform ist durch den wissenschaftlichen Namen beschrieben: gerade und langgestreckt. Der Käfer erreicht eine Länge von 5,5 bis 6,5 Millimeter und ist etwa fünfmal so lang wie breit. Durch die gestreckte schmale Gestalt ist der Käfer schon beinahe unverwechselbar(vgl. aber Oedemera lurida). Der Körper ist schwarz mit grünlich-bläulichem Metallschimmer. Wegen der dichten Behaarung aus anliegenden Schuppenhaaren erscheint er jedoch grau.
Der Kopf ist länger als breit, die Augen befinden sich von oben gesehen etwa in der Mitte des Kopfes. Die Fühler sind elfgliedrig und fadenförmig. Die letzten sieben Fühlerglieder sind gestreckt, asymmetrisch und untereinander etwa gleich lang. Die Oberkiefer sind dreieckig, enden in nur einer Spitze und haben einen glatten Innenrand. Die Oberlippe ist breiter als lang.
Der Halsschild hat eine feine Mittelfurche und ist gestreckt, seine parallelen Seiten sind etwa gleich breit wie der Kopf. Die Halsschildseiten sind gerandet.
Die Flügeldecken verbreitern sich nach hinten wenig. Hinten klaffen sie leicht auseinander. Sie sind am Ende stumpf zugespitzt und ihr Rand dort mit schwarzen Borsten besetzt. Längsrippen sind angedeutet.
Die Vorderhüften sind zapfenförmig und berühren sich. Die Vorderhüfthöhlen sind hinten offen. Die Beine sind schlank, die Tarsen sind so lang wie die Schienen und alle fünfgliedrig. Das erste Hintertarsenglied ist länger als das zweite. Die Klauen sind etwa gleich lang.

## Biologie
Man findet den adulten Käfer an Blüten auf sandigen Böden.

## Verbreitung
Das Verbreitungsareal erstreckt sich von Spanien und Italien über Mitteleuropa bis nach Skandinavien. In Mitteleuropa ist die Art im Allgemeinen nicht selten. Nach Osten dehnt sich das Verbreitungsgebiet bis Südrussland aus. Die Art fehlt jedoch im Südosten.